# Rubus-Stauche
Die Rubus-Stauche ist eine durch das Phytoplasma Candidatus Phytoplasma rubi hervorgerufene Erkrankung von Pflanzen der Gattung Rubus. Sie befällt sowohl kultivierte wie auch wild wachsende Pflanzen. Wirtschaftliche Bedeutung hat die Rubus-Stauche bei landwirtschaftlich kultivierten Brombeeren und Himbeeren. Die Rubus-Stauche wird auch als Besenwüchsigkeit oder Verzwergungskrankheit der Brombeeren und Himbeeren bezeichnet. Ihre englische Bezeichnung lautet Rubus Stunt.

## Krankheitsbild
Von der Rubus-Stauche können alle Arten der Himbeere (Rubus idaeus) und der Brombeere (Rubus sectio Rubus) sowie Hybride aus diesen wie die Taybeere (Rubus fruticosus x idaeus) und die Loganbeere (Rubus × loganobaccus) befallen werden.
An befallenen Pflanzen treten nach einer Inkubationszeit von vier bis elf Monaten Symptome an Ruten, Blüten und Früchten auf, die bestehen bleiben, bis die befallenen Stöcke nach vier bis sechs Jahren absterben.
An den Ruten bilden sich sogenannte Hexenbesen. Als erstes Symptom wachsen dabei aus den Wurzelknospen zahlreiche, dünne, dicht und aufrecht wachsende Ruten, an denen es zu einem verstärkten Austrieb der Achselknospen kommt. Aus einer einzelnen Knospe entstehen dabei ganze Büschel von bis zu zehn gestauchten Seitentrieben. Das dichte Wachstum führt dazu, dass die Ruten wie Hexenbesen aussehen. Die Blätter erscheinen oft chlorotisch aufgehellt.
An den Blüten befallener Pflanzen treten ebenfalls Missbildungen auf. Die Kelchblätter werden auffallend lang und schmal, die Blütenblätter vergrünen (Phyllodie). An einzelnen Blüten wächst anstelle des Fruchtknotens der Spross oberhalb der Kelch- und Blütenblätter weiter. Auch an Früchten treten Missbildungen auf.
Durch eine Virusinfektion geschwächte Pflanzen sind deutlich anfälliger für die Rubus-Stauche und sterben nach einer Infektion auch schneller ab. Obwohl bekannt ist, dass die verschiedenen Himbeer- und Beerensorten unterschiedlich anfällig für die Rubus-Stauche sind, konnte bisher keine Sorte gefunden werden, die längerfristig eine Resistenz zeigt. Einige Sorten sind in der Lage, nach einer Infektion zu regenerieren. Diese Pflanzen zeigen dann keine Symptome mehr, bleiben aber infiziert und können damit die Infektion übertragen.  Als wenig anfällig gilt die Brombeersorte Chester Thornless.

## Biologie und Übertragung der Erkrankung
Das Verbreitungsgebiet umfasst Europa, Russland und den mittleren Osten, bisher ist sie in Nordamerika nicht aufgetreten. Vor allem in Russland stellt die Rubus-Stauche eine wirtschaftlich bedeutende Pflanzenkrankheit auf, während sie in Westeuropa nur vereinzelt auftritt.
Die Phytoplasmen besiedeln ausschließlich den Siebröhrenteil der Leitbündel, in dem sie sich über die ganze Pflanze ausbreiten. Durch eine fehlende Zellwand sind sie stark verformbar, weshalb sie die Siebplatten der Siebröhren überwinden können. Vor allem in den Pflanzenwurzeln sammeln sie sich in hoher Konzentration an.
Die die Krankheit hervorrufenden Phytoplasmen werden überwiegend durch phloemsaugende Insekten von Pflanze zu Pflanze übertragen. Die Phytoplamen werden dabei mit dem Pflanzensaft aufgesogen und können in den Insekten längere Zeit überdauern. Ein bereits im Larvenstadium infiziertes Insekt kann bis zum Adultstadium Überträger der Erkrankung bleiben. Eine Übertragung der Phytoplasmen über das Eistadium an die nächste Generation ist dagegen nicht möglich.
Bisher konnte der Erreger der Rubus-Stauche bei verschiedenen Zikadenarten, vor allem aus der Unterfamilie der Macrospinae und der Glasflügelzikaden (Cixiidae) nachgewiesen werden, wobei weitere phloemsaugende Insekten als Überträger nicht ausgeschlossen werden können. Als Hauptüberträger gilt in Europa die Zikadenart Macropis fuscula. Die in Mitteleuropa häufig und oft in großer Zahl auftretenden Zikaden der Unterfamilie der Blattzikaden (Typhlocybinae) (z. B. Edwardsiana rosae, Ribautiana tenerrima) dagegen saugen fast ausschließlich am Parenchym der Pflanzen und dringen beim Saugakt nicht bis ins Phloem vor, weshalb sie als Überträger von Phytplasmen ausgeschlossen werden können.
Die die Erkrankung übertragenden Macropsis-Arten leben vor allem auf Rubus-Arten und bilden pro Jahr eine Generation. Sie überwintern im Eistadium in der Rinde der Wirtspflanzen. Die im Mai bis Juli schlüpfenden Larven können beim Saugen an den Pflanzen die Erreger aufnehmen. Die ausgewachsenen, geflügelten Tiere treten vom August bis September auf, die dann die Krankheit verbreiten.
Die Übertragung findet so sowohl innerhalb eines Bestandes als auch zwischen verschiedenen Beständen, aber auch von wilden Rubusbeständen auf Pflanzen in Ertragsanlagen statt. Weiterhin kann die Krankheit kann durch infiziertes Pflanzgut und Pfropfreiser (bei Brombeeren), das aufgrund der langen Inkubationszeit nicht als solches erkannt wird, in Bestände eingebracht werden, von denen sie dann durch Insekten auf weitere Pflanzen übertragen werden.
Experimentell ist eine Übertragung der Erkrankung durch eine Pfropfung möglich. Eine Übertragung der Erkrankung durch Schnittwerkzeuge ist dagegen ausgeschlossen. Eine direkte Übertragung von Pflanze zu Pflanze durch Wurzelverwachsungen, insbesondere in eng stehenden Erwerbsanlagen, konnte bisher nicht vollständig ausgeschlossen werden.

## Diagnose
Die Erkrankung ist durch die eindeutigen Symptome makroskopisch erkennbar. Da wenig anfälligere Sorten in einem späteren Infektionsstadium keine Symptome mehr ausbilden, ist für einen sicheren Ausschluss einer Infektion allerdings ein Pfropftest oder eine labordiagnostische Untersuchung nötig.
Bei einem Pfropftest wird auf die zu testende Pflanze ein Reis einer als stark empfänglich geltenden Sorte wie z. B. die Himbeersorte Malling Landmark bzw. die Brombeersorten Thornless Evergreen und Loch Ness aufgepfropft. Die Phytoplasmen aus der Testplanze wandern dann in das aufgepfropfte Reis, an dem die typischen Symptome auftreten. Bis zur Ausbildung der ersten Symptome auf dem Pfropfreis dauert es allerdings bis zu einem Jahr.
Labordiagnostisch kann die Infektion anhand einer Nested PCR aus Wurzelmaterial, in dem sich die Phytoplasmen besonders anreichern, nachgewiesen werden.

## Bekämpfung und Vorbeugemaßnahmen
Eine direkte Bekämpfung der Phytoplasmen in befallenen Pflanzen ist nicht möglich. Eine Bekämpfung der möglichen Überträger ist nicht sinnvoll, da damit weder alle potentielle Überträger erfasst werden können noch der Einflug von Insekten von außerhalb sicher verhindert werden kann.
Damit kommt der Vorbeugung einer Infektion eine große Bedeutung zu. Dabei ist vor allem die ausschließliche Verwendung von nachgewiesen gesundem, zertifiziertem Pflanzmaterial wichtig. Neuanlagen in der Nähe von befallenen Anlagen sollten vermieden werden.  Da Wildbestände häufig befallen sind und auch die Überträger beherbergen, sollten auch Erwerbsanlagen in deren Nähe vermieden werden.
Durch eine zwei- bis dreistündige Thermotherapie bei 45 °C können die Phytoplasmen in infizierte Pflanzen vernichtet und so Vermehrungs- und Pflanzmaterial überträgerfrei gemacht werden.
In befallenen Erwerbsanlagen müssen erkrankte Pflanzen unverzüglich entfernt und der Bestand anschließend für mindestens elf Monate intensiv auf das Auftreten weiterer Erkrankungen hin beobachtet werden. Bei einem umfangreicheren Befall bleibt nur die Rodung der gesamten Anlage, bei der auch darauf geachtet werden muss, möglichst auch die Wurzeln vollständig zu entfernen.